# Stobrawa
La Stobrawa (in tedesco Stober) è un fiume della Polonia sud-occidentale.
È affluente sul lato destro dell'Oder. Sorge nel Voivodato di Opole circa quattro chilometri a sud della città di Olesno (Rosenberg) e si immette dopo 95 chilometri nell'Oder, nelle vicinanze dello stesso villaggio di Stobrawa (Stoberau) presso Brzeg. Nel suo percorso ad arco da est a ovest, attraversa, ad ovest di Kluczbork (Kreuzburg), fino all'immissione l'area di conservazione Stobrawski Park Krajobrazowy, che prende il nome dal fiume. La città più grande lungo lo Stober è Kluczbork.